# Khuan Kalong (huyện)
Khuan Kalong (tiếng Thái: ควนกาหลง) là một huyện (amphoe) của tỉnh Satun, miền nam Thái Lan.

## Lịch sử
Tiểu huyện (king amphoe) Khuan Kalong được thành lập ngày 1 tháng 6 năm 1969 thông quan việc tách 3 tambon Thung Nui, Pae-ra và Tha Phae từ Mueang Satun. Đơn vị này đã được nâng cấp thành huyện ngày 8 tháng 9 năm 1976. Ngày 1 tháng 6 năm 1976, hai tambon tây nam của huyện được tách ra to từ tiểu huyện Tha Phae. Năm 1996, phần phía tây bắc đã được tách ra để lập Manang.

## Địa lý
Các huyện giáp ranh (từ phía bắc theo chiều kim đồng hồ) là: Palian của tỉnh Trang, Pa Bon của tỉnh Phatthalung, Rattaphum, Hat Yai, Khlong Hoi Khong và Sadao của tỉnh Songkhla, Khuan Don, Tha Phae, La-ngu và Manang.

## Hành chính
Huyện này được chia thành 3 phó huyện (tambon), các đơn vị này lại được chia ra thành 31 làng (muban). Không có khu vực đô thị, có 3 Tổ chức hành chính tambon.
| STT. | Tên          | Tên Thái | Số làng | Dân số |  |
| 1.   | Thung Nui    | ทุ่งนุ้ย     | 12      | 9.720  |  |
| 2.   | Khuan Kalong | ควนกาหลง | 11      | 12.412 |  |
| 3.   | Udai Charoen | อุใดเจริญ  | 8       | 7.406  |  |